# عروس!
عروس! (به انگلیسی: The Bride!) یک فیلم ترسناک علمی تخیلی آمریکایی به کارگردانی، نویسندگی و تهیه‌کنندگی مشترک مگی جیلنهال و با بازی پنه‌لوپه کروز، کریستین بیل، جسی باکلی، پیتر سارسگارد، آنت بنینگ و جولیان هاف است. این فیلم از فیلم عروس فرانکنشتاین اثر جیمز ویل از سال ۱۹۳۵ الهام گرفته است که خود از رمان فرانکنشتاین یا پرومتئوس مدرن (۱۸۱۸) اثر مری شلی اقتباس شده است.
این فیلم قرار است در تاریخ ۶ مارس ۲۰۲۶ توسط برادران وارنر پیکچرز در ایالات متحده اکران شود.

## بازیگران
- پنه‌لوپه کروز در نقش میرنا
- کریستین بیل در نقش هیولای فرانکنشتاین
- جسی باکلی در نقش عروس فرانکشتاین
- پیتر سارسگارد در نقش کارآگاه
- آنت بنینگ
- جولیان هاف
- جان ماگارو
- جین برلین

## تولید

### توسعه
یونیورسال پیکچرز چندین بار به دنبال بازسازی عروس فرانکنشتاین بوده است. در حالی که رمان فرانکشتاین بارها برای فیلم اقتباس شده است، نزدیکترین بازسازی عروس فرانکشتاین فیلم عروس (۱۹۸۵) با بازی استینگ، کلنسی براون و جنیفر بیلز بود. در سال ۱۹۹۱، استودیو به دنبال بازسازی فیلم برای تلویزیون کابلی بود و مارتین اسکورسیزی به کارگردانی ابراز علاقه کرده بود.
در دهه ۲۰۰۰، یونیورسال با ایمیجین اینترتیمنت همکاری کرد و با شاری اسپرینگر برمن و رابرت پولچینی قراردادی برای نوشتن نسخه بازسازی انجام داد. فیلم‌نامه نویسان داستان را در نیویورک معاصر تنظیم کردند. جیکوب استس نیز در یک مقطع با این پروژه درگیر بود و پیش نویسی برای آن نوشت. در ژوئن ۲۰۰۹، یونیورسال و ایجین با کارگردان ، نیل برگر و شریک نویسندگی اش، دیرک ویتنبورن، وارد بحث شدند، و تهیه‌کننده برایان گریزر برای نظارت بر ساخت بازسازی گماشته شد.
در دسامبر ۲۰۱۵، ورایتی گزارش داده بود که دیوید کپ فیلم‌نامه را خواهد نوشت. در مه ۲۰۱۷، یونیورسال پیکچرز مجموعه‌ای از فیلم‌های جهان مشترک خود را از تفسیرهای جدید و مدرن از هیولاهای جهانی کلاسیک خود با عنوان «جهان تاریک» اعلام کرد. این مجموعه فیلم با فیلم مومیایی ۲۰۱۷ آغاز شد و انتظار می‌رفت که با عروس فرانکنشتاین به کارگردانی بیل کاندن ادامه یابد. بعداً در ماه اکتبر، پیش تولید آغاز شده بود که تیم خلاقیت و استودیو تصمیم گرفتند اکران را به تعویق بیاندازند تا کار بیشتر روی فیلم‌نامه با هدف بهبود داستان انجام شود. خاویر باردم و آنجلینا جولی هنوز به ترتیب در نقش‌های هیولای فرانکنشتاین و عروس فیلم به فیلم وابسته بودند. در همان ماه کاندن اظهار داشت که اگر جولی تصمیم به ترک پروژه بگیرد، علاقه‌مند است که گل گدوت نقش شخصیت اصلی را بازی کند. در ۸ نوامبر، الکس کورتزمن و کریس مورگان به پروژه‌های دیگری رفتند و آینده دنیای تاریک را در هاله‌ای از ابهام قرار دادند.
در ژانویه ۲۰۱۸ تیم تولید کاندن متشکل از فیلمبردار توبیاس شلیسلر، طراح تولید سارا گرینوود، آهنگساز کارتر برول و طراح صحنه و لباس جکلین دورن بود.
در نوامبر ۲۰۱۹، کاندن نظر داد که این پروژه بازسازی وارد تولید نمی‌شود. او اظهار داشت: «این واقعاً دلخراش بود… ساده‌ترین راه برای گفتنش این است که من فکر می‌کنم به خاطر مومیایی است، و هیچ چیزی علیه فیلم نمی‌گویم، اما این واقعیت که فیلم برای آنها کارساز نبوده و شروع کل این بازراه‌اندازی باعث دلسردی آنها شد. چون دیوید کپ در حال نوشتن فیلم‌نامه بود، فکر کردم که فوق‌العاده خوب باشد و ما در آستانه ساخت یک فیلم واقعاً زیبا بودیم.» او همچنین به عدم اطمینان خود در مورد توانایی‌اش برای بحث عمومی دربارهٔ پروژه اشاره کرد: «چون [کپ]، فکر می‌کنم، هنوز درگیر کشف رویکردی جدید باشد… فیلمی که ما شروع کردیم به عنوان یک پروژه بسیار بزرگ طراحی شده بود، و اما بالاخره، احتمالاً این پروژه‌ها باید بسیار کوچکتر باشند.»
تا اکتبر ۲۰۲۰، ای۲۴ و اپل اوریجنال فیلمز اقتباس دیگری را با اسکارلت جوهانسون در نقش اصلی عروس و سباستین للیو کارگردانی می‌کردند، اما از زمان اعلام اولیه هیچ اعلامیه یا تأیید دیگری صورت نگرفت.
ایمی پاسکال در فوریه ۲۰۲۰ به عنوان تهیه‌کننده استخدام شد و این پروژه به یک تولید مشترک بین یونیورسال پیکچرز و پاسکال پیکچرز تبدیل شد. استودیو از دیوید کپ خواست تا به کار خود به عنوان فیلم‌نامه‌نویس ادامه دهد. فیلمسازان جان کرازینسکی و سم ریمی به‌طور جداگانه با استودیو در مورد کارگردانی احتمالی گفتگو کرده‌اند، در حالی که ورایتی گزارش داد که کرازینسکی گزینه‌هایی برای ساخت فیلم‌هایی از فهرست هیولاهای متعلق به یونیورسال پیکچرز در اختیار دارد. در ماه ژوئن، کپ اظهار داشت که علاوه بر اینکه همچنان فعالانه با این پروژه درگیر است، از موفقیت مرد نامرئی نیز الهام گرفته است. او گفت که این داستان میل امروزی را برای افزایش عمر، ایجاد زندگی، و فریب دادن مرگ بررسی می‌کند. علاوه بر این، فیلمساز قصد داشت ابزارهای طرح داستانی مرتبط با دوران #MeToo را بگنجاند. در مارس ۲۰۲۲، کپ فاش کرد که دیگر درگیر این پروژه نیست. او همچنین اظهار داشت که نسخه اولیه در دهه ۱۸۷۰ شروع شده و شامل بیداری مجدد عروس در روزگار کنونی می‌شود. در اوت ۲۰۲۳، تلاش جدیدی برای نتفلیکس به کارگردانی مگی جیلنهال و با بازی کریستین بیل و پیتر سارسگارد اعلام شد. با این حال، گزارش شده است که نتفلیکس در همان ماه پروژه را ترک کرد، در عوض تصمیم گرفت یک فیلم جداگانه فرانکشتاین به کارگردانی گیرمو دل تورو را تولید کند. در نوامبر ۲۰۲۳، گزارش شد که برادران وارنر به جای آن اقتباس را تولید می‌کند.

### انتخاب بازیگران
در اوت ۲۰۲۳ گزارش شد که پنه‌لوپه کروز برای بازی در نقش اصلی پیشنهاد شده است. در ژانویه ۲۰۲۴، جسی باکلی در کنار کریستین بیل، پیتر سارسگارد و آنت بنینگ به عنوان بازیگران معرفی شدند. در مارس ۲۰۲۴، جولیان هاف به بازیگران پیوست، و جان ماگارو و جینی برلین ماه بعد به جمع آن‌ها پیوستند. در ژوئن، جیک جیلنهال در نقش نامشخصی به گروه بازیگران پیوست.

### فیلم‌برداری
تصویربرداری اصلی در مارس ۲۰۲۴ شروع شد. مکان‌های فیلمبرداری قرار است شامل نیویورک شود. اولین تصاویر از فیلمبرداری در ۴ آوریل ۲۰۲۴ منتشر شدند.

## انتشار
این فیلم قرار است در ۲۶ سپتامبر ۲۰۲۵ در ایالات متحده اکران شود. پیش از این برای اکران در ۳ اکتبر ۲۰۲۵ برنامه‌ریزی شده بود.